# Giovanni Brunelli
Giovanni Brunelli (Roma, 23 giugno 1795 – Osimo, 21 febbraio 1861) è stato un cardinale e arcivescovo cattolico italiano.

## Biografia
Nacque a Roma il 23 giugno 1795.
Papa Pio IX lo elevò al rango di cardinale nel concistoro del 7 marzo 1853.
Morì il 21 febbraio 1861 all'età di 65 anni.

## Genealogia episcopale e successione apostolica
La genealogia episcopale è:
- Cardinale Scipione Rebiba
- Cardinale Giulio Antonio Santori
- Cardinale Girolamo Bernerio, O.P.
- Arcivescovo Galeazzo Sanvitale
- Cardinale Ludovico Ludovisi
- Cardinale Luigi Caetani
- Cardinale Ulderico Carpegna
- Cardinale Paluzzo Paluzzi Altieri degli Albertoni
- Papa Benedetto XIII
- Papa Benedetto XIV
- Papa Clemente XIII
- Cardinale Marcantonio Colonna
- Cardinale Giacinto Sigismondo Gerdil, B.
- Cardinale Giulio Maria della Somaglia
- Cardinale Luigi Lambruschini, B.
- Cardinale Giovanni Brunelli

La successione apostolica è:
- Cardinale Manuel Joaquín Tarancón y Morón (1848)
- Vescovo Joaquín Fernández Cortina (1848)
- Vescovo Buenaventura Codina Augerolas, C.M. (1848)
- Vescovo Gregorio Sánchez y Jiménez Rubio, O.S.H. (1848)
- Arcivescovo José Domingo Costa y Borrás (1848)
- Vescovo Anacleto Meoro Sánchez (1848)
- Vescovo Juan Gilberto Ruiz Capucín y Feijó (1848)
- Vescovo Domingo Canubio Alberto, O.P. (1848)
- Vescovo Francisco Javier Rodríguez y Obregón (1848)
- Vescovo Santiago Rodríguez Gil, O.P. (1848)
- Vescovo Manuel Ramón Arias Teijeiro de Castro (1848)
- Vescovo Manuel Anselmo Nafría (1848)
- Vescovo Gaspar Cos y Soberón (1848)
- Vescovo Damián Gordo Sáez (1848)
- Vescovo Salvador Sanz Grado (1850)
- Patriarca Tomás Iglesias y Bárcones (1850)
- Arcivescovo Nicolás Luis Lezo y Garro (1850)
- Cardinale Luis de la Lastra y Cuesta (1852)
- Vescovo Francisco Landeira y Sevilla (1852)
- Vescovo Antonio María Sánchez Cid y Carrascal, C.O. (1852)
- Vescovo Cipriano Juárez y Berzosa (1852)
- Cardinale Fernando de la Puente y Primo de Rivera (1852)
- Vescovo Vicente Horcos y San Martín, O.S.B. (1853)
- Vescovo Benedetto Riccabona de Reichenfels (1854)
- Patriarca Pietro de Villanova Castellacci (1854)
- Cardinale Lorenzo Barili (1857)